# Via Alpina

Logo der Via Alpina

Die Via Alpina ist ein grenzüberschreitendes Weitwanderwegenetz, das mithilfe fünf verschiedener Routen alle acht Alpenstaaten erschließt, neben der Schweiz so Liechtenstein, Österreich, Slowenien, Italien, Monaco, Frankreich und Deutschland.
Zur Beschreibung der nördlichen Route durch die Schweiz siehe Via Alpina (Schweiz).

## Geschichte und Organisation

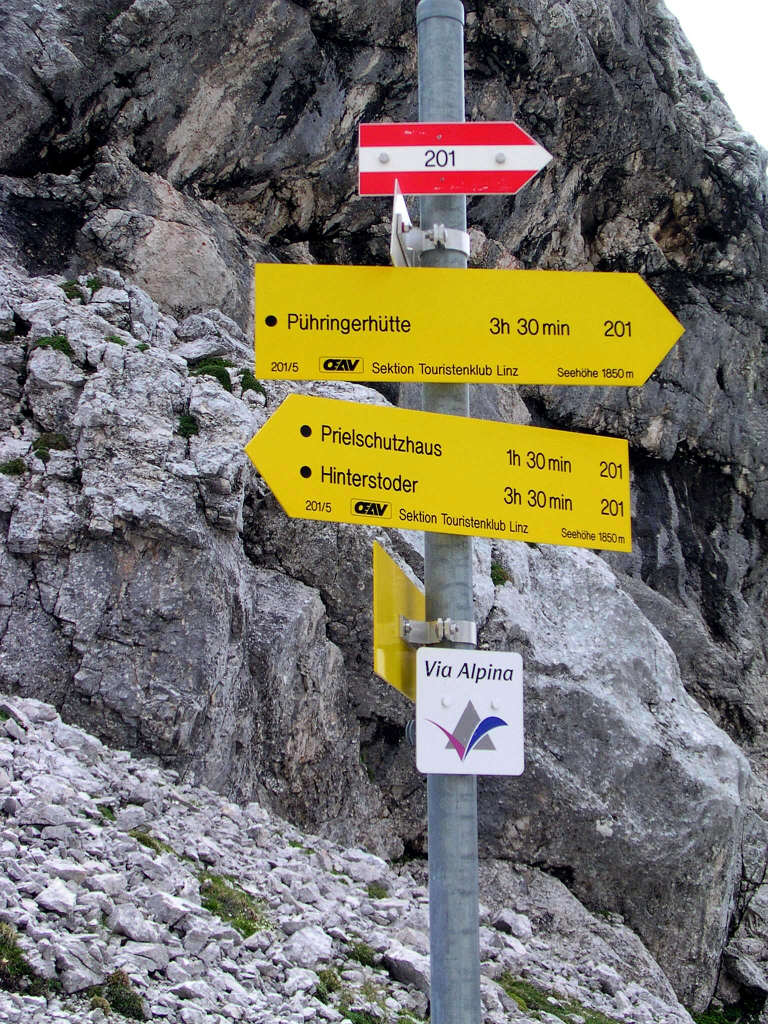
Beschilderungen vor Ort kennzeichnet das Logo

Die Via Alpina wurde 1999 in Grenoble von der Association Grande Traversée des Alpes (GTA) initiiert und 2000 zusammen mit einer Gruppe öffentlicher und privater Organisationen der acht Länder ins Leben gerufen. Zwischen 2001 und 2008 wurde die Entwicklung der Via Alpina durch zwei sukzessive INTERREG-IIIB-Alpine-Space-Projekte gefördert, was bedeutet, dass die beteiligten EU-Länder eine fünfzigprozentige Förderung der Projektkosten aus dem Fonds für regionale Entwicklung der EU erhielten (Slowenien ab 2004: 75 %). Seit 2002 ist die Via Alpina zudem ein offizielles Umsetzungsprojekt der Alpenkonvention, die eine nachhaltige Entwicklung im Alpenraum fördert. Zahlreiche Angebote entlang der Via Alpina wie geführte Touren, Gesamtpakete für einzelne Abschnitte samt Anreise und Übernachtung sowie besondere Angebote für Kinder und Senioren bringen regionale Kultur und Geschichte näher und tragen dazu bei, den Mehrwert in der Region zu belassen.
Die Association GTA leitete bis Januar 2014 das internationale Sekretariat für die Via Alpina, danach die Internationalen Alpenschutzkommission CIPRA. Für die Umsetzung vor Ort ist in jedem Staat ein nationales Sekretariat zuständig. Österreichischer Alpenverein und Deutscher Alpenverein übernahmen diese Aufgabe für Österreich beziehungsweise Deutschland, für die Schweiz die Organisation Schweizer Wanderwege und für Liechtenstein das Amt für Umwelt.
Für die Via Alpina wurden keine neuen Wege und sonstigen Infrastrukturen angelegt. Es wird auf das Netz bestehender Wanderwege und Unterkünfte zurückgegriffen. Zusätzlich zur bestehenden Beschilderung wird das Via-Alpina-Logo angebracht. Die 342 Etappenstellen werden mit mehrsprachigen Informationstafeln ausgestattet.

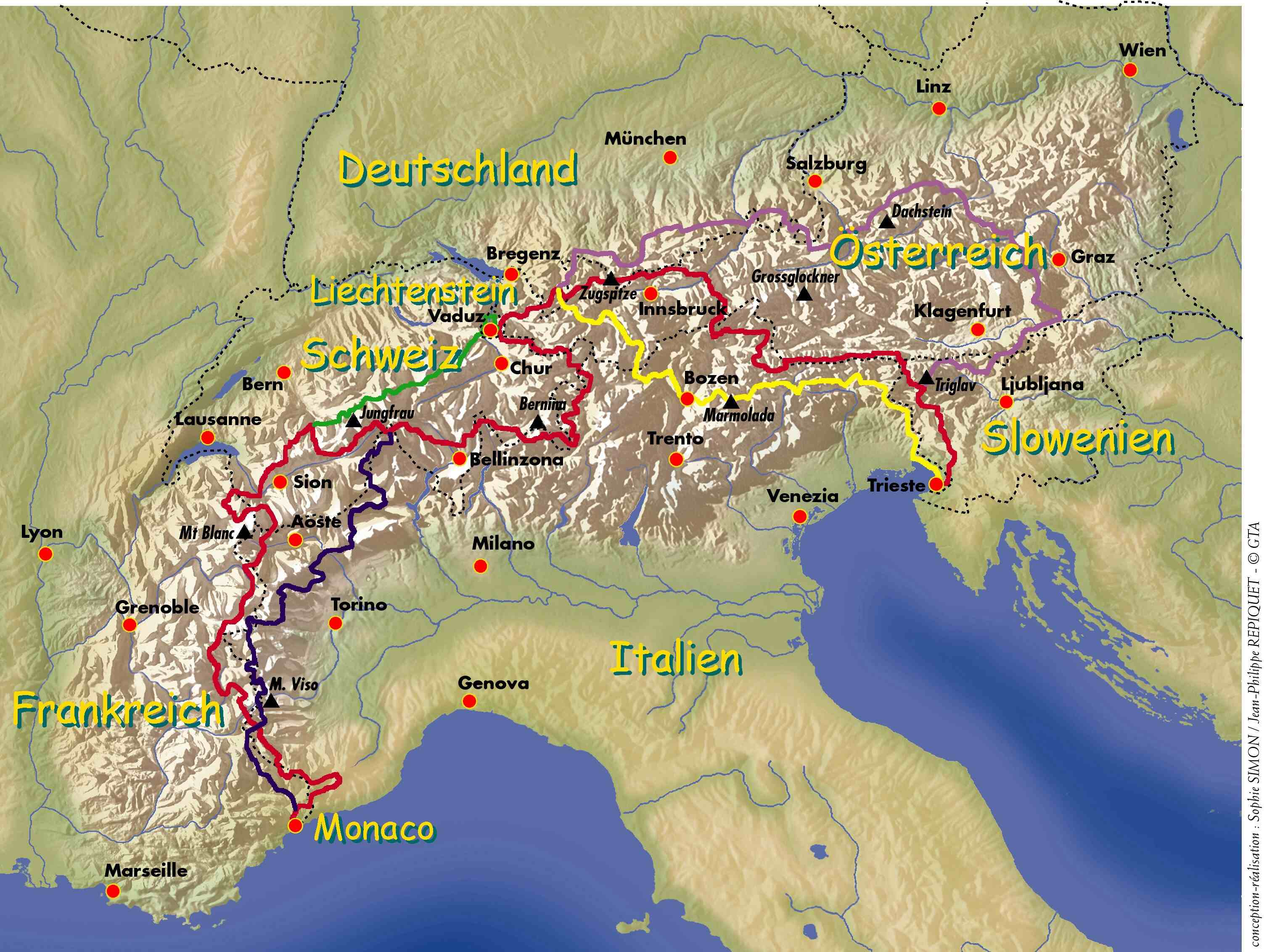
Routen der Via Alpina

## Routen
Es existieren fünf Wege mit insgesamt über 5000 km Wegstrecke und 342 Tagesetappen. In Italien befinden sich 121 Etappen, in Österreich 70 Etappen, in der Schweiz 54 Etappen, in Frankreich 40 Etappen, in Deutschland 30 Etappen, in Slowenien 22 Etappen, in Liechtenstein drei Etappen und in Monaco eine Etappe. Auf der offiziellen Webseite der Via Alpina werden die fünf Wege mit den Buchstaben A, B, C, D, R bezeichnet.
Im Jahr 2022 hat CIPRA zusammen mit acht „Via Alpina Explorers“ die rote Hauptroute der Via Alpina neu gestaltet, um sie noch attraktiver und zugänglicher zu machen.
Seit 2024 liegt der Fokus auf der roten Hauptroute, mit Änderungen bei einzelnen Abschnitten:
- Bis zur Etappe R57 bleibt die Rote Via Alpina bis Sücka/Liechtenstein so wie sie ist,
- ab Sücka/Liechtenstein führt die Grüne Via Alpina bis Lenk/Schweiz,
- von Lenk/Schweiz kommt die Via Alpina wieder auf den Roten Weg bis zum Refuge de Nice ou Victor de Cessole,
- ab dem Refuge de Nice gibt es 3 Etappen auf dem Grande traverse du Mercantour,
- die letzten Etappen sind dann wieder auf dem Roten Weg R160 und R161 bis Monaco.[1]

### Violetter Weg
Am Violetten Weg (A) mit 66 Etappen findet man in den Ländern Slowenien, Österreich und Deutschland gleich vier Nationalparks. Daneben ist der violette Abschnitt aber auch Symbol für die reiche Kultur der Alpen mit der weltgrößten Klosterbibliothek im Stift Admont oder mit den Königsschlössern im bayerischen Hohenschwangau.
Der Weg führt durch die folgenden Gebirgsgruppen der Alpen: Östliche Julische Alpen (Triglav), Karawanken, Steiner Alpen, Lavanttaler Alpen, Niedere Tauern, Ennstaler Alpen, Totes Gebirge, Salzkammergut-Berge, Dachsteingebirge, Tennengebirge, Berchtesgadener Alpen, Chiemgauer Alpen, Bayerische Voralpen, Ammergauer Alpen, Allgäuer Alpen.
Die Etappen:

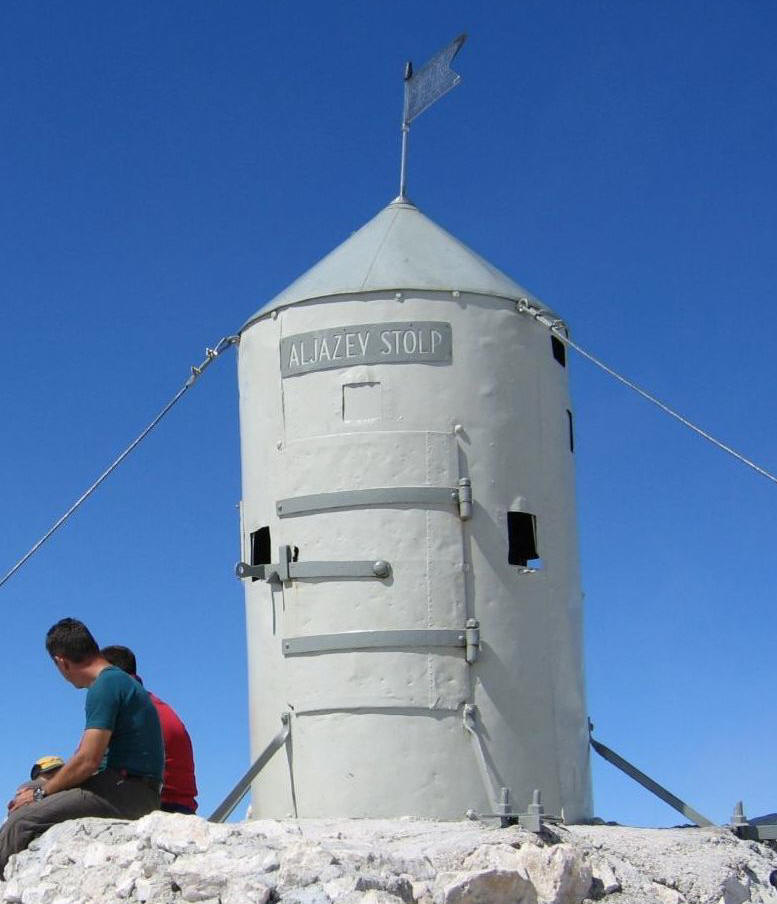
Auf dem Gipfel des Triglav: Der Aljažev stolp.

- A1: Von der Hütte Tržaška koča na Doliču (2151 m) über den Luknja-Sattel (1764 m) zum Aljažev dom (1015 m) unter der Triglav-Nordwand.
- A2: Durch das Vrata-Tal über Mojstrana (641 m) nach Dovje (704 m).
- A3: Aufstieg zur Dovška Baba (1891 m), Weiterweg zur Koča na Golici (1582 m).
- A4: Zur Hütte Prešernova koča na Stolu (2174 m) am Hochstuhl.
- A5: Zum Roblekov Dom (1657 m).
- A6: Über den Sattel Preval (1311 m) zur Hütte Koča na Dobrči (1478 m).
- A7: Abstieg nach Tržič (512 m).
- A8: Über die Koča na Kriški gori (1471 m) zum Dom pod Storžičem (1123 m).
- A9: Über den Stegovnik (1692 m) nach Zgornje Jezersko (770 m).
- A10: Über Seebergsattel (1218 m) (slowenisch Jezerski vrh, Grenze Slowenien/Österreich) und Kepp (1633 m) nach Trögern (988 m), anschließend Aufstieg zur Eisenkappler Hütte (1533 m).
- A11: Über Bad Eisenkappel (556 m) nach Riepl (1270 m).
- A12: Über die Feistritzer Spitze (2113 m) nach Bleiburg (479 m).
- A13: Nach Lavamünd (344 m) an der Drau.
- A14: Über den Weintrattl (1427 m) nach Soboth (1057 m).
- A15: Über den Radlpass (slowenisch Radelj, 657 m) nach Eibiswald (383 m).
- A16: Zur Schwanberger-Brendlhütte (1572 m).
- A17: Zum Koralpenhaus (1960 m).
- A18: Über den Großen Speikkogel (2140 m) nach Pack (1116 m).
- A19: Über den Peterer Sattel (1745 m) zum Salzstiegelhaus (1543 m).
- A20: Nach Gaberl (1547 m).
- A21: Nach Knittelfeld (643 m).
- A22: Über den Tremmelberg (1194 m) nach Seckau (843 m) und weiter nach Ingering II (862 m).
- A23: Überquerung der Niederen Tauern: Über das Kettentörl (1864 m) nach Trieben (709 m).
- A24: Nach Admont (640 m).
- A25: Über Pyhrgasgatterl (1305 m), Rohrauerhaus (1308 m) und Bosruckhütte (1043 m) nach Spital am Pyhrn (640 m).
- A26: Aufstieg zum Toten Mann (2294 m), weiter zur Zellerhütte (1575 m).
- A27: Über Vorderstoder (810 m) nach Hinterstoder (591 m).
- A28: Aufstieg zum Prielschutzhaus (1420 m).
- A29: Über Temlbergsattel (2055 m) und Rotkogelsattel (2000 m) zur Pühringerhütte (1637 m).
- A30: Über das Albert-Appel-Haus (1638 m) und den Hochklapfsattel (1489 m), vorbei am Augstsee (1647 m) zur Loserhütte (1498 m).

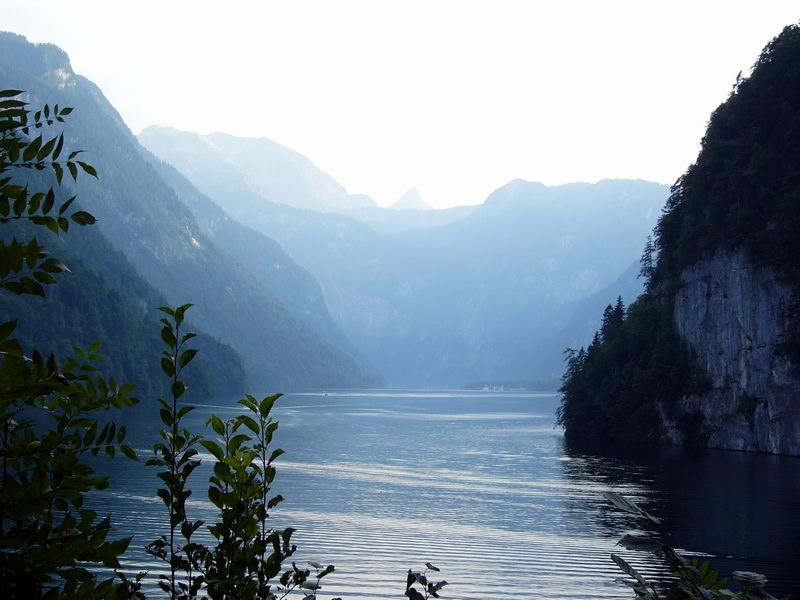
Der Königssee vom Malerwinkel aus gesehen.

- A31: Über die Lambacher Hütte (1436 m) nach Bad Goisern (502 m).
- A32: Über die Goisererhütte (1592 m) nach Gosau (780 m).
- A33: Zur Gablonzer Hütte (1550 m) und weiter zur Theodor-Körner-Hütte (1466 m).
- A34: Über die Hofpürglhütte (1705 m) nach Lungötz (830 m).
- A35: Über Hochalm (1715 m), Söldenhütte (1526 m) und Werfenweng (902 m) nach Werfen (530 m).
- A36: Über die Mitterfeldalm (1669 m) zum Arthurhaus (1502 m).
- A37: Zur Erichhütte (1545 m).
- A38: Über Hinterthal (1016 m) nach Maria Alm (802 m).
- A39: Zum Riemannhaus (2177 m) im Steinernen Meer.
- A40: Zum Kärlingerhaus (1630 m) über dem Funtensee.
- A41: Abstieg nach St. Bartholomä am Königssee (603 m), Bootsfahrt zum gleichnamigen Ortsteil von Schönau am Königssee.

Von hier bis nach Pfronten (A63) berührt die Via Alpina immer wieder den Maximiliansweg; die zahlreichen Abweichungen scheinen vor allem dazu zu dienen, seltener begangene Wege einzubeziehen.
- A42: Über die Grünsteinhütte (1196 m) in die Engedey (576 m).
- A43: Zur Neuen Traunsteiner Hütte (1560 m).
- A44: Über das Gelände der Reiter Alm nach Unken (563 m).
- A45: Über das Peitingköpfl (1720 m) nach Ruhpolding (655 m).
- A46: Über Hochfelln (1674 m) und Hochgern (1748 m) nach Marquartstein (545 m).
- A47: Auf den Gipfel der Kampenwand (1668 m) und zur Kampenwand-Bergstation (1480 m).
- A48: Über Weitlahnerkopf (1615 m) und Roßalm (1680 m) zur Priener Hütte (1410 m).
- A49: Abstieg nach Sachrang (738 m) und Aufstieg zum Spitzsteinhaus (1259 m).
- A50: Ins Inntal nach Erl (485 m) und weiter nach Oberaudorf (483 m).

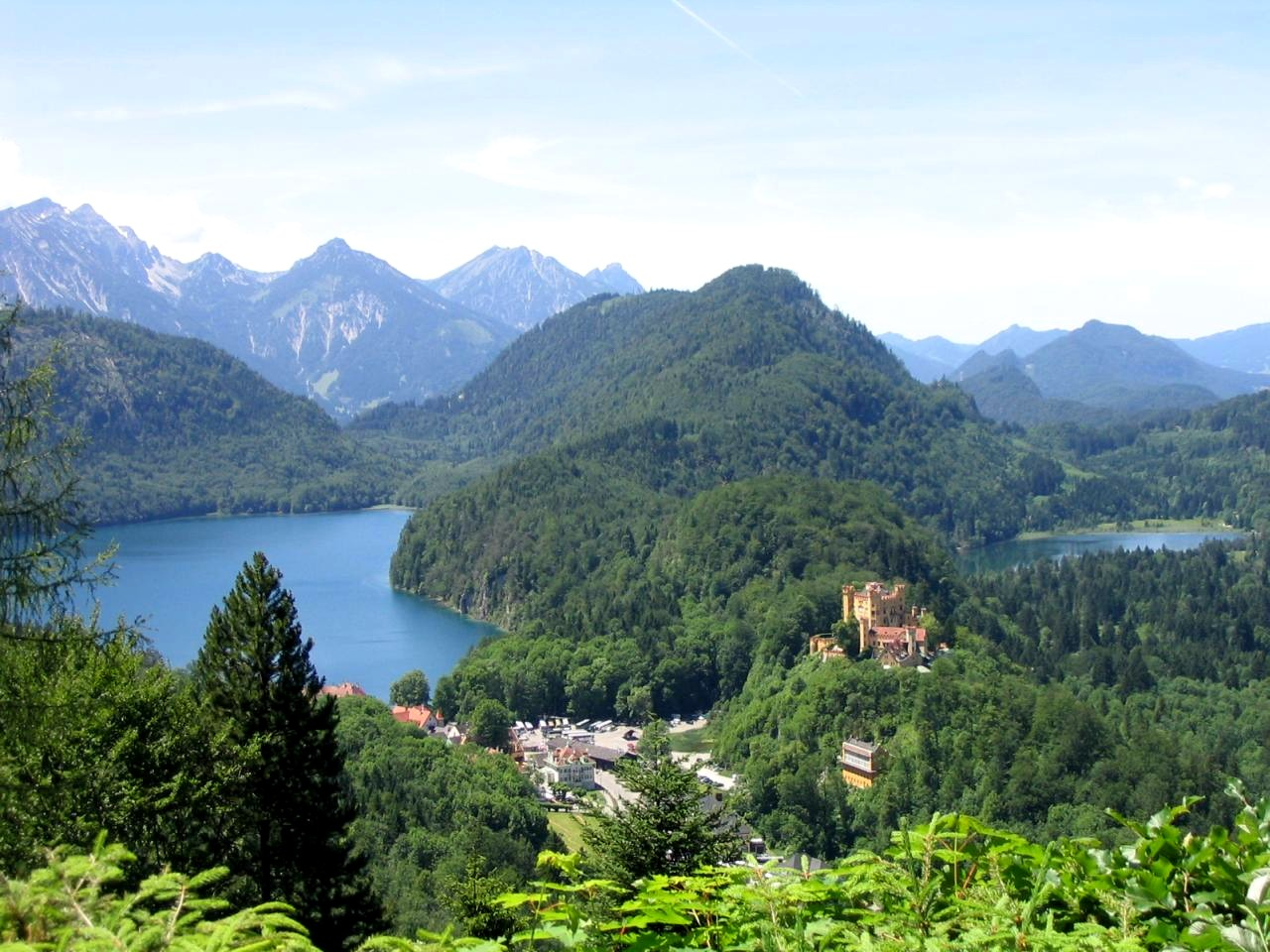
Schloss Hohenschwangau mit Alpsee und Schwansee.

- A51: Aufstieg zum Brünnsteinhaus (1360 m).
- A52: Über den Großen Traithen (1852 m) ins Ursprungtal (832 m) und zum Rotwandhaus (1737 m).
- A53: Über den Spitzingsattel (1129 m) und das Stümpflinghaus (1464 m) zur Sutten-Alm (994 m, zwischen Spitzingsee und Tegernsee).
- A54: Auf den Risserkogel (1826 m) und nach Kreuth (779 m).
- A55: Über das Seekarkreuz (1601 m) nach Lenggries (678 m).
- A56: Übers Brauneck (1555 m) und den Latschenkopf (1712 m) zur Tutzinger Hütte (1327 m) (unter der Benediktenwand).
- A57: Abstieg zum Kesselberg (858 m) und Aufstieg zum Herzogstandhaus (1575 m).
- A58: Überschreitung zum Heimgarten (1790 m), Abstieg nach Eschenlohe (639 m), Aufstieg zur Hohen Kisten (1922 m) (Estergebirge) und zur Weilheimer Hütte (1955 m) am Krottenkopf.
- A59: Über Esterbergalm (1262 m) und Wank-Gipfel (1780 m) nach Garmisch-Partenkirchen (707 m).
- A60: In die Ammergauer Alpen. Über Pflegersee (849 m), Enningalm (1556 m) und Rotmoos-Alm nach Schloss Linderhof (950 m). Lange Etappe (28,4 km, 7h35'), die durch Überschreitung des Kramerspitz (1985 m) noch erheblich erweitert werden kann.
- A61: Kurze Etappe, die Zeit zur Besichtigung von Schloss Linderhof lässt. Von dort über den Bäckenalmsattel (1536 m) zur Kenzenhütte (950 m).
- A62: Über Kenzensattel (1650 m) und Gabelschrofensattel (1900 m) an Schloss Neuschwanstein vorbei nach Füssen (808 m).
- A63: Kurze Etappe, über Zwölferkopf (1293 m) und Burgruine Falkenstein (1268 m) nach Pfronten (858 m).
- A64: Nach Süden in die Allgäuer Alpen. Über den Aggenstein (1987 m) und die Bad Kissinger Hütte nach Tannheim (1095 m).
- A65: Lange Etappe über den Kamm der Allgäuer Alpen (Jubiläumsweg). Höchster Punkt: Gaishorn (2247 m). Vereinigung mit dem Roten Weg (R49), der erst hier aus dem Lechtal ansteigt. Zum Prinz-Luitpold-Haus (1848 m).
- A66: Über Laufbacher Eck (2178 m) und Edmund-Probst-Haus (1927 m) Abstieg nach Oberstdorf (813 m). Der Rote Weg (R50) bietet eine alternative Abstiegsroute.

### Gelber Weg
Der Gelbe Weg (B) verläuft überwiegend (31 von 40 Etappen) durch Italien, anfänglich von Muggia bei Triest entlang der slowenischen Grenze nach Norden, dann überwiegend nach Westen, und schließlich durch Österreich bis nach Deutschland (Oberstdorf). Er steht für die Gletscherwelt in den Ötztaler- und Pitztaler Alpen, aber auch für die faszinierende Geschichte des Ötzis, des Mannes aus dem Eis, der am Tisenjoch in der Nähe des höchsten Punktes der gesamten Via Alpina, der Similaunhütte (3019 m), gefunden wurde.

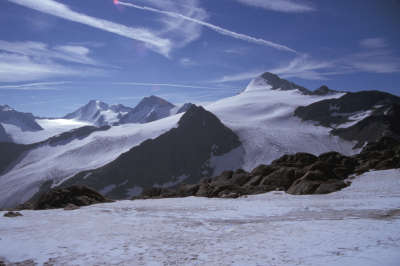
Blick auf die Gletscherwelt, Similaun, Österreich

Der Weg führt durch die folgenden Gebirgsgruppen der Alpen: Westliche Julische Alpen, Karnische Alpen, Dolomiten, Ötztaler Alpen, Lechtaler Alpen, Allgäuer Alpen.
Die Etappen:
- B1: Von Muggia (6 m) bei Triest zum Rifugio Premuda (245 m).
- B2: Zur Sella di Opicina beim Triester Vorort Villa Opicina (290 m).
- B3: Nach Sistiana (75 m).
- B4: Nach Gorizia (Görz, 86 m).
- B5: Nach Castelmonte (618 m).
- B6: Nach Rif. Casoni Solarie (956 m).
- B7: Nach Rif. G. Pelizzo (1320 m).
- B8: Über Stupizza (203 m) nach Montemaggiore (795 m).
- B9: Über die Punta di Montemaggiore (1613 m) zum Passo di Tanamea (857 m).
- B10: Sehr lange Etappe über Bivacco Manzano (1690 m), Stolvizza (566 m), Ricovero Igor Crasso (1655 m) nach Resiutta (317 m).
- B11: Über die Forca Nuviernulis (1732 m) zum Rifugio Grauzaria (1250 m).
- B12: Über das Rifugio Monte Sernio (1419 m) nach Tolmezzo (343 m).
- B13: Sehr lange Etappe über die Arvenis-Alm (1602 m) nach Ovaro (567 m).
- B14: Über Forcella-Pass (1824 m) und Rifugio Casera Losa (1765 m) nach Sauris di Sotto (1205 m).
- B15: Über die Risumiela-Scharte (1973 m) nach Forni di Sopra (894 m).
- B16: Über das Rifugio Flaiban-Pacherini (1587 m) zum Rifugio Pordenone (1249 m).
- B17: Über die Forcella Montanaia (2333 m) zum Rifugio Padova (1287 m).
- B18: Abstieg nach Vallesella (711 m) am Lago di Cadore; Wiederaufstieg zum Rifugio Galassi (2017 m).
- B19: Über Forcella Piccola (2120 m), Rifugio San Marco (1823 m) und Rifugio Scotter-Paladini (1580 m) nach San Vito di Cadore (1010 m); Wiederaufstieg zum Rifugio Città di Fiume (1917 m).
- B20: Über Forcella Ambrizzola (2277 m) und Passo di Giau (2236 m) nach Pieve di Livinallongo (1470 m).
- B21: Über die Monti Alti d'Ornela (2160 m) zum Passo Pordoi (Pordoijoch, 2239 m).
- B22: Über den Bindelweg zum Rifugio Castiglioni (2054 m) am Lago di Fedaia und weiter zum Rifugio Contrin (2016 m).
- B23: Über Forcia Neigra (2509 m) und Pian de Siele (2361 m) nach Fontanazzo (1395 m).
- B24: Aufstieg zum Rifugio Antermoia (2487 m).
- B25: Über Passo Antermoia (2770 m), Passo Principe (Grasleitenpass, 2601 m) und Molignonpass (2598 m) zum Schlernhaus (Rifugio Bolzano, 2450 m).
- B26: Über die Tschafonhütte (1733 m) und Tiers (1014 m) nach Bozen (266 m).
- B27: Über Jenesien (1089 m) zur Meraner Hütte (1960 m).
- B28: Über Meran (323 m) und Dorf Tirol (594 m) zum Hochganghaus (1839 m).
- B29: Zur Jausenstation Patleid (1386 m).
- B30: Nach Karthaus (1327 m).
- B31: Über den Vernagt-Stausee (1710 m) zur Similaunhütte am Niederjoch (3017 m, Grenzübergang nach Österreich).
- B32: Über die Martin-Busch-Hütte (2518 m) ins Bergsteigerdorf Vent (1900 m), Gemeinde Sölden, im Ötztal.
- B33: Über Tiefenbachferner-Parkplatz (2781 m), Petznersee (2640 m) und Gaislachalm (1959 m) nach Zwieselstein (1461 m), ebenfalls Ortsteil von Sölden.
- B34: Über das Pitztaler Jöchl (2987 m) zur Braunschweiger Hütte (2759 m) in den Ötztaler Alpen. Ab hier bis zum Wegende in Oberstdorf gemeinsamer Verlauf mit dem Europäischen Fernwanderweg E5.
- B35: Abstieg nach Mittelberg (1729 m); Talwanderung oder Busfahrt nach Wenns (1001 m) im Pitztal.
- B36: Über die Glanderspitze (2480 m) nach Zams (764 m) am Inn.
- B37: In die Lechtaler Alpen: Über die Seescharte (2594 m) zur Memminger Hütte (2234 m).
- B38: Über Madau (1296 m) und Bach nach Holzgau (1103 m) im Lechtal.
- B39: In die Allgäuer Alpen: Über das Mädelejoch (1968 m, Grenzübergang nach Deutschland) zur Kemptner Hütte (1839 m).
- B40: Abstieg über Spielmannsau (925 m) nach Oberstdorf (824 m). Berührung mit Violettem und Rotem Weg.

### Grüner Weg
Der Grüne Weg (C) ist mit 14 Etappen der kürzeste. Er führt von Liechtenstein über die Zentralschweiz ins Berner Oberland und kann als eine Abkürzung innerhalb des Roten Wegs betrachtet werden.

Logo der Via Alpina in der Schweiz

Der Weg beginnt im Rätikon auf 1402 m Höhe am Berggasthaus auf der Alpe Sücka (Triesenberg FL), wo er vom Roten Weg abzweigt. Ab dem Aussichtsturm Gaflei ist der Grüne Weg Teil der Wanderroute 1 im Wanderland Schweiz, die bis 2008 auch als Alpenpassroute bekannt war und nun konsequent als Via Alpina bezeichnet wird (siehe Via Alpina (Schweiz)). Die Etappen von Meiringen bis Adelboden fallen auch mit dem Fernweg Hintere Gasse zusammen.
Der Routenverlauf:
- C1: Vom Berggasthaus Sücka (1377 m) über Gaflei (1608 m) nach Vaduz (460 m)
- C2: Entlang des Rheins nach Sargans (484 m)

Durch die Appenzeller Alpen, Glarner Alpen, Urner Alpen:
- C3: Über Weisstannen (984 m) und den Foopass (2210 m) nach Elm (976 m)
- C4: Über den Richetlipass (2251 m) nach Linthal (648 m)
- C5: Über Braunwald (1313 m) nach Urnerboden (1376 m)
- C6: Über den Klausenpass (1957 m) nach Altdorf (452 m)
- C7: Über den Surenenpass (2292 m) nach Engelberg (1002 m)
- C8: Über Jochpass (2204 m), Engstlenalp (1836 m) und Balmeregghorn (2255 m)  nach Meiringen (599 m)

Durch die Berner Alpen:
- C9: Über die Grosse Scheidegg (1956 m) nach Grindelwald (1036 m)
- C10: Über die Kleine Scheidegg (2062 m) nach Lauterbrunnen (803 m)
- C11: Über Mürren (1634 m) und Sefinenfurgge (2594 m) zur Griesalp (1415 m)
- C12: Über das Hohtürli (2778 m) und den Oeschinensee (1587 m) nach Kandersteg (1174 m)
- C13: Über die Bunderchrinde (2385 m) nach Adelboden (1347 m)
- C14: Über den Hahnenmoospass (1947 m) nach Lenk (1071 m, Etappe identisch mit R101).

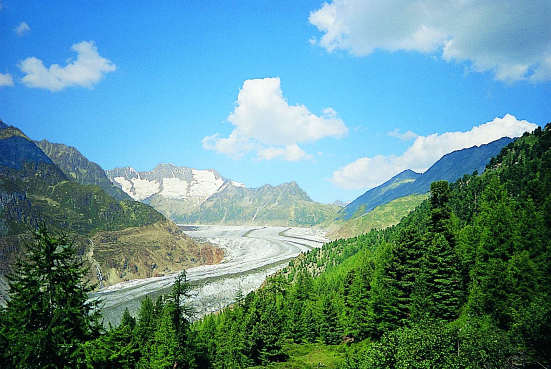
Aletschgletscher, Berner Oberland, Wallis, Schweiz

An seinem Endpunkt Adelboden bzw. Lenk berührt der Grüne Weg erneut den Roten Weg (eine gemeinsame Etappe).
Die Schweizer Via Alpina / Wanderroute 1 führt weiter an den Genfersee.

### Blauer Weg
Der Blaue Weg (D) führt auf 61 Etappen durch die Schweiz, Italien und Frankreich. Entlang der Seealpen findet man viel Ruhe in einsamen Bergdörfern und die einmalige Landschaft im Gebiet des Nationalparks Gran Paradiso zeugt noch immer von der Wildheit der Natur.
Der Weg führt durch die folgenden Gebirgsgruppen der Alpen:
Walliser Alpen (Penninische Alpen) – Piemont – Cottische Alpen (Queyras/Monviso) – Seealpen
Die Etappen:
- D1: Von Riale (1732 m) am Tosafall vorbei über Canza (1412 m) zur Alpe Vannino (2194 m).
- D2: Über den Colle Scatta Minoia (2599 m) zur Alpe Devero (1631 m).
- D3: Über den Geisspfad (Passo della Rossa) (2465 m, Grenzübergang in die Schweiz) nach Binn (1400 m).
- D4: Über den Saflischpass (2563 m) nach Rosswald (1929 m).
- D5: Über die Mäderlicke (2887 m) zum Simplonpass (2006 m).
- D6: Über Simplon Dorf (1472 m) und Gabi (1228 m) nach Zwischbergen (1359 m).
- D7: Über Passo di Monscera (2103 m, Grenzübergang nach Italien) und San Bernardo (1628 m) zur Alpe il Laghetto (2039 m).
- D8: Über Passo di Pontimia (2385 m) und Passo d'Andolla (2447 m) zum Rifugio Andolla (2061 m).
- D9: Am Lago Alpe dei Cavalli vorbei nach Antronapiana (902 m).
- D10: Über Alpe Prei (1425 m) und Alpe della Colma (1570 m) nach Madonna della Gurva (Molini di Calasca, 480 m). In Molini di Calasca ist der nördliche Endpunkt der Grande Traversata delle Alpi (GTA), deren Trasse die Via Alpina im Folgenden mehrmals benutzt.

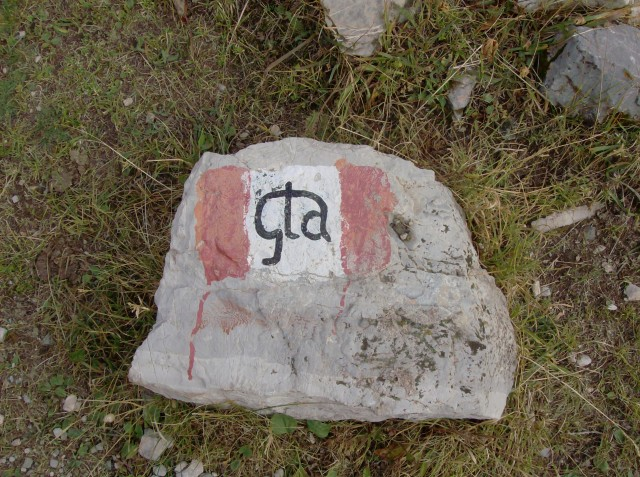
Wegmarkierung mit dem Schriftzug „gta“

- D11: Auf der GTA über Rifugio Alpe del Lago (1545 m) und Colle dell'Usciolo (2037 m) nach Campello Monti (1305 m).
- D12: Über die Bocchetta di Campello (1924 m) und Rimella (1216 m) nach Santa Maria di Fobello (1125 m).
- D13: Über den Col d'Egua (2239 m) nach Carcoforo (1304 m); dort Trennung von der GTA, die im Valsesia bleibt.
- D14: Über Colle del Termo (2351 m), Rima (1411 m) und Colle Mud (2330 m) zum Rifugio Ferioli (2264 m).
- D15: Über Alagna Valsesia (1186 m) und Riva Valdobbia (1112 m) nach S. Antonio di Valvogna (1386 m).
- D16: Über den Colle Valdobbia (2480 m, Übergang vom Piemont ins Aostatal) nach Gressoney-Saint-Jean (1385 m).
- D17: Über Colle del Lazouney (2402 m), Colle della Mologna Grande (2354 m) und Rifugio Rivetti (2150 m) nach Piedicavallo (1055 m).
- D18: Über den Colle della Vecchia (2185 m) nach Issime (972 m).
- D19: Über den Colle del Dondeuil (1814 m) nach Challand-Saint-Victor (676 m).
- D20: Über Torille (368 m, Überquerung der Dora Baltea) nach Covarey (1257 m).
- D21: Über den Colle del Lago Bianco (2307 m) zum Rifugio Dondena (2185 m).
- D22: Über Rifugio Misérin (2588 m) und Col Pontonnet (2898 m) zum Rifugio Sogno di Berdzé al Péradzà (2530 m, Alpe Pérazda).
- D23: Über Col de la Nouva (2938 m), San Besso (2019 m) und Colle della Borra (2578 m) nach Piamprato (1551 m); ab dort wieder zusammen mit der GTA.
- D24: Über die Bocchetta delle Oche (2419 m) nach Tallorno (1222 m).
- D25: Über den Colle del Prà (2647 m) nach Ronco Canavese (948 m).
- D26: Über den Colle Crest (2040 m) nach Talosio (1225 m).
- D27: Über die Alpe Praghetta (2160 m) nach San Lorenzo di Piantonetto (1041 m).
- D28: Über Pra del Cres (2002 m) nach Ceresole Reale (1535 m).
- D29: Über den Colle della Crocetta (2641 m) nach Pialpetta (1069 m).
- D30: Über den Colle del Trione (2485 m) nach Balme (1432 m).
- D31: Über den Passo Paschiet (2435 m) nach Usseglio (1265 m); dort Trennung von der GTA.
- D32: Über den Colle della Croce di Ferro (2558 m) zum Rifugio Riposa (2205 m).
- D33: Über Rifugio Cà d’Asti (2854 m), Alpe Crest (2000 m) und Prapiano (1799 m) zum Rifugio Stellina (2610 m).
- D34: Grenzübergang nach Frankreich; über Grand Croix (1877 m) vorbei am Lac du Mont Cenis zum Refuge du Petit Mont Cenis (2110 m).
- D35: Über den Col Clapier ou de Savine (2477 m, Grenzübergang nach Italien) zum Rifugio Vaccarone (2741 m).
- D36: Über die Cima Quattro Denti (2106 m) und den Passo Clopaca (2800 m) zum Rifugio Levi Molinari (1850 m).
- D37: Über Colle Chabriere (2351 m) und Salbertrand (1032 m) zum Rifugio D. Arlaud (1700 m).
- D38: Über den Colle dell'Assietta (2472 m) nach Usseaux (1416 m); ab dort überwiegend zusammen mit der GTA.

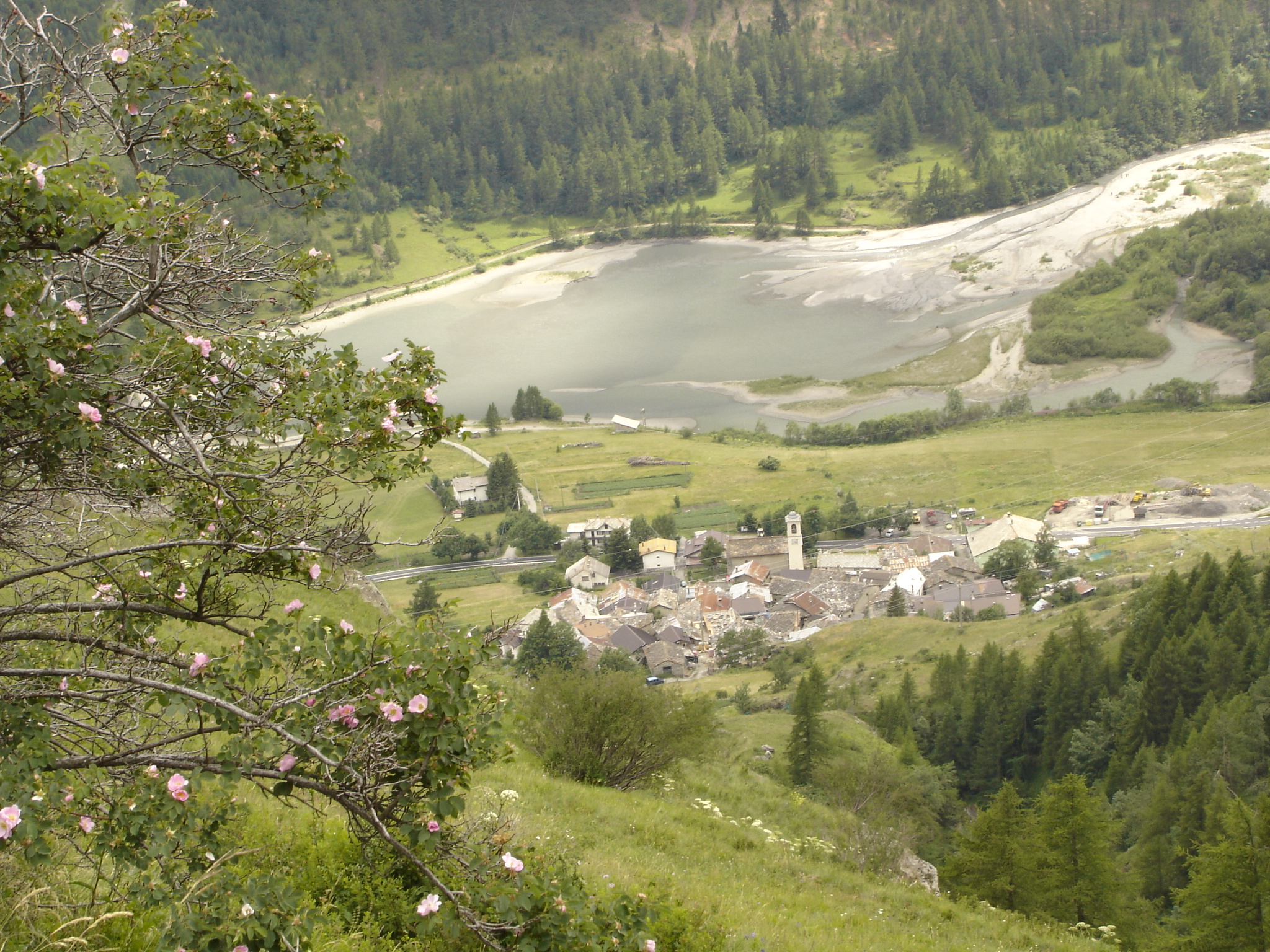
Usseaux, Ortsteil Pourrières

- D39: Über den Colle Albergian (2713 m) nach Balsiglia (1370 m).
- D40: Über den Colle Serrevecchio (1707 m) nach Ghigo di Prali (1448 m).
- D41: Aufstieg zum Rifugio Lago Verde (2586 m).
- D42: Über den Col d'Abriès (2684 m, Grenzübergang nach Frankreich) nach Le Roux/Abriès (1761 m).
- D43: Über den Col d'Urine (2530 m, Grenzübergang nach Italien) zum Rifugio Willy Jervis (1736 m).
- D44: Über Rifugio Granero (2377 m) und Colle Manzol (2663 m) zum Rifugio Barbara Lowrie (1753 m).
- D45: Über den Colle della Gianna (2525 m) und Pian della Regina (1745 m) nach Pian del Re (2005 m).
- D46: Auf dem Giro di Viso über den Colle delle Traversette (2933 m, Grenzübergang nach Frankreich) zum Refuge du Viso (2463 m).
- D47: Über den Passo di Vallanta (2833 m, Grenzübergang nach Italien) und das Rifugio Vallanta (2433 m) zum Rifugio Savigliano (1698 m, Pontechianale).
- D48: Über den Colletto della Battagliola (2248 m) nach Chiesa di Bellino (1470 m).
- D49: Über den Colle della Bicocca (2285 m) nach Serre di Val d'Elva (1637 m).
- D50: Über den Colle San Michele (1935 m) nach Ussolo (1337 m).
- D51: Über das Rifugio Capanna Ussolo (1830 m) und den Colletto Sarasin (2040 m) nach Chiappera (1616 m). Hier Kreuzung mit dem Roten Weg und endgültige Trennung von der GTA.
- D52: Über den Colle del Sautron (2692 m, Grenzübergang nach Frankreich) nach Larche (Alpes-de-Haute-Provence) (1690 m).
- D53: Über den Pas de la Cavale (2681 m) nach Bousiéyas (1887 m).
- D54: Über den Col de la Colombière (2244 m), St. Dalmas le Selvage (1502 m) und den Col d'Anelle (1753 m) nach St-Etienne-de-Tinée (1166 m).
- D55: Über den Col de Blainon (2001 m) nach Roya (1516 m).
- D56: Über Col de Crousette (2486 m) und Col des Moulines (1983 m) zum Refuge de Longon (1894 m).
- D57: Abstieg nach St. Sauveur sur Tinée (495 m). Ab hier bis zum Wegende gemeinsamer Verlauf mit dem GR 52A, Sentier Panoramique du Mercantour.
- D58: Über Col St. Martin (1506 m) nach Saint-Martin-Vésubie (989 m).
- D59: Nach Belvédère (815 m).
- D60: Zum Col de Turini (1617 m).
- D61: Über Moulinet (787 m) nach Sospel (348 m; Anschluss an den Roten Weg).

### Roter Weg

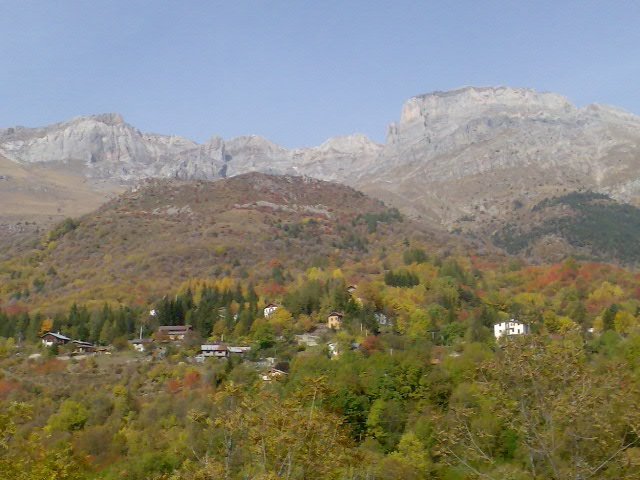
Ormea Viozene, südlicher Endpunkt der GTA, im Herbst.

Der Rote Weg (R) ist mit 161 Tagesetappen die längste der fünf Routen, quert jeden der acht Alpenstaaten und berührt jede der vier anderen Routen mindestens zwei Mal.

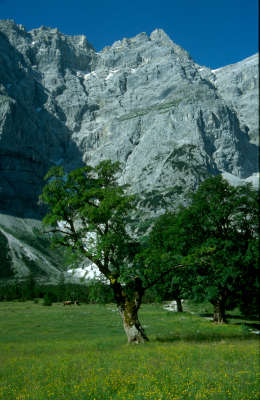
Kleiner Ahornboden, Karwendel, Tirol, Österreich

Der Weg führt durch die folgenden Gebirgsgruppen der Alpen: Julische Alpen, Karawanken, Karnische Alpen, Dolomiten, Rieserfernergruppe, Zillertaler Alpen, Tuxer Alpen, Karwendel, Wettersteingebirge, Mieminger Kette, Lechtaler Alpen, Allgäuer Alpen, Lechquellengebirge, Bregenzerwaldgebirge, Rätikon, Silvretta, Sesvennagruppe, Rätische Alpen, Lepontinische Alpen, Walliser Alpen, Berner Alpen, Chablais, Mont Blanc, Grajische Alpen, Dauphiné, Cottische Alpen, Seealpen, Unteres Piemont, Ligurische Alpen.
Die Etappen:
- R1: Von Muggia bei Triest zum Rifugio Premuda.
- R2: Übergang nach Slowenien; die nächsten Etappen überwiegend in nordöstliche, später in nordwestliche Richtung. Durch Lipica (berühmt als Gestüt der Lipizzaner) nach Matavun, Teil Gemeinde Divača, auf deren Gebiet die berühmten Höhlen von Škocjan liegen.
- R3: Nach Razdrto.
- R4: Erster Aufstieg auf über 1000 m, nach Predjama, sehenswert die Höhlenburg Lueg.
- R5: Nach Črni vrh.
- R6: Nach Idrija.
- R7: Nach Planinska koča na Ermanovcu.
- R8: Zur Berghütte Dom Andreja Žvana (1590 m) in Borisa bei Porezen.
- R9: In den Triglav-Nationalpark zur Berghütte Dom Zorka Jelinčiča am Črna prst (1844 m).
- R10: Gratwanderung oberhalb des Wocheiner Sees (Bohinjsko jezero) zur Hütte Dom na Komni (1520 m).
- R11: Kurze, aber ausbaufähige Etappe zur Hütte Koča pri Triglavskih jezerih (1685 m).
- R12: Grat- oder Balkonwanderung, mit möglicher Überschreitung des Kanjavec (2568 m) zur Hütte Koča na Doliču (2151 m) am Triglav (2864 m). Dort Beginn des Violetten Wegs.
- R13: Abstieg Richtung Westen ins Dorf Trenta (680 m, Nationalpark-Informationszentrum).
- R14: Passübergang (Straße 1611 m) zur Hütte Dom v Tamarju (1108 m).
- R15: Abstieg nach Podkoren, Aufstieg zum Karawanken-Kamm (Wurzenpass 1073 m), diesem folgend am Dreiländereck (SLO-I-A, 1423 m) vorbei nach Thörl-Maglern (646 m) an der Südautobahn.

Die folgenden Etappen (von Thörl-Maglern nach Sexten) fallen mit dem Karnischen Höhenweg zusammen:
- R16: Zur Feistritzer Alm (1713 m).
- R17: Zur Egger Alm (1411 m).
- R18: Nach Naßfeld (1513 m).
- R19: Zur Zollnerseehütte (1739 m).
- R20: Über den Köderkopf (2150 m) zur Unteren Valentinalm (1211 m).
- R21: Zur Wolayerseehütte (1967 m).
- R22: Zum Hochweißsteinhaus (1857 m).
- R23: Übergang von Kärnten nach Osttirol. Hochalpine Etappe, durchweg über 2200 m, zur Porzehütte (1935 m).
- R24: Zur Obstansersee-Hütte (2303 m).
- R25: Über den Eisenreich (2665 m) zur Sillianer Hütte (2433 m).

Übergang in die Dolomiten:
- R26: Abstieg nach Sexten (1302 m), Aufstieg zur Dreizinnenhütte (2405 m, it. Rifugio Locatelli).
- R27: Abstieg ins Höhlensteintal (1406 m), Aufstieg zur Dürrensteinhütte (2028 m, it. Rifugio Vallandro).
- R28: Zur Seekofelhütte (2327 m, it. Rifugio Biella).
- R29: Über den Pragser Wildsee (1494 m) und Welsberg (1087 m) nach St. Martin in Gsies (1276 m).

Durchquerung von Rieserfernergruppe, Zillertaler und Tuxer Alpen:
- R30: Über die Grübelscharte (2394 m) nach Antholz-Mittertal (1241 m).
- R31: Zur Rieserfernerhütte (2791 m).
- R32: Über Rein (1598 m) nach Ahornach (1334 m).
- R33: Zur Chemnitzer Hütte (2419 m).
- R34: Über die Edelrauthütte (2545 m) nach Dun (Pfunders) (1468 m).
- R35: Zum Pfitscherjoch (2261 m, Grenzübergang nach Österreich).
- R36: Abstieg zum Schlegeisspeicher, weiter nach Ginzling (985 m).
- R37: Nach Finkenberg (834 m).
- R38: Zur Rastkogelhütte (2124 m).
- R39: Über Hochfügen (1464 m) zum Loassattel (1652 m).
- R40: Über Kellerjochhütte (2218 m) und Kreuzjoch (2335 m) nach Schwaz (550 m) im Inntal.

Übergang in die Nördlichen Kalkalpen:
- R41: Ins Karwendel zur Lamsenjochhütte (1942 m).
- R42: Abstieg zum Großen Ahornboden (1202 m), weiter zur Falkenhütte (1841 m).
- R43: Über das Karwendelhaus (1752 m) nach Scharnitz (962 m).
- R44: Ins Wettersteingebirge: Über den Hohen Sattel (1492 m) ins Leutaschtal, Aufstieg zur Meilerhütte (2354 m).
- R45: Über das Schachenhaus (1861 m) zur Reintalangerhütte (1375 m).
- R46: Über Knorrhütte (2043 m) und Zugspitzgatterl (2053 m) zur Coburger Hütte (1889 m) in der Mieminger Kette.
- R47: Über Biberwier (1012 m) zur Wolfratshauser Hütte (1761 m) in den Lechtaler Alpen.
- R48: Über Berwang (1315 m) nach Weißenbach am Lech (883 m).
- R49: Über die Bockkarscharte (2149 m) zum Prinz-Luitpold-Haus (1839 m) in den Allgäuer Alpen (Grenzübergang nach Deutschland).
- R50: Über das Himmeleck (1983 m) durch das Oytal nach Oberstdorf (824 m). Dort Abzweig des Gelben und des Violetten Wegs.
- R51: Zur Mindelheimer Hütte (2012 m).
- R52: Grenzübergang nach Österreich; über den Hochtannbergpass (1677 m) nach Schröcken (1263 m).
- R53: Über die Biberacher Hütte (1846 m) nach Buchboden (919 m).
- R54: Nach St. Gerold (858 m).
- R55: Nach Feldkirch (437 m).
- R56: Ins Rätikon: Über die Feldkircher Hütte (1205 m) zur Gafadurahütte (1421 m), Grenzübergang nach Liechtenstein über den Sarojasattel (1626 m).
- R57: Über den Garsellikopf (2052 m) nach Sücka (1377 m). Dort Abzweig des Grünen Wegs.
- R58: Zur Pfälzerhütte (2098 m).
- R59: Über die Gross Furgga (2354 m) zur Schesaplanahütte (1893 m, Grenzübergang in die Schweiz).
- R60: Zur Carschinahütte (2234 m).
- R61: Abstieg nach St. Antönien (1405 m).
- R62: Über das St. Antönier Joch (2363 m, Grenzübergang nach Österreich) nach Gargellen (1413 m).
- R63: Über Vergaldajoch (2510 m) und Mittelbergjoch (2419 m) zur Tübinger Hütte (2190 m).
- R64: Über das Hochmadererjoch (2505 m) zum Madlenerhaus (1993 m) am Silvretta-Stausee.
- R65: Über die Getschnerscharte (2819 m) zur Jamtalhütte (2154 m).
- R66: Über den Futschölpass (2767 m, Grenzübergang in die Schweiz) nach Scuol (1283 m) im Inntal.
- R67: Nach S-charl (1814 m).
- R68: Über die Cruschetta (2298 m, Grenzübergang nach Italien) nach Taufers (1246 m).
- R69: Über den Plaschweller Kamm (2455 m) nach Stilfs (1306 m).
- R70: Über die Dreisprachenspitze (2843 m) zum Stilfser Joch (2757 m).
- R71: Über Rifugio Garibaldi (2841 m), Bocchetta di Forcola (2768 m) und Lago di Cancano (1960 m) nach Arnoga (1850 m).
- R72: Über den Passo di Verva (2301 m) und das Rifugio Enrico Falk (1960 m) nach Eita (1703 m).
- R73: Über den Passo di Vermolera (2732 m) nach Malghera (1964 m).
- R74: Zum Rifugio Schiazzera (2080 m).
- R75: Abstieg nach Tirano (437 m) im oberen Veltlin (Tal der Adda).
- R76: Über San Romerio (1768 m) nach Poschiavo (1014 m).
- R77: Über den Passo di Campgneda (2609 m) zum Rifugio Zoia (Campo Moro) (1998 m).
- R78: Nach Chiareggio (1607 m).
- R79: Über den Passo del Muretto (2563 m, Grenzübergang in die Schweiz) nach Maloja (1814 m).
- R80: Über den Pass Lunghin (2644 m ü. M.), den Septimerpass (2310 m ü. M.) und die Forcellina (2676 m) nach Juf (2126 m).
- R81: Nach Innerferrera (1485 m).
- R82: Über den Niemetpass (2285 m, Grenzübergang nach Italien) und das Rifugio Bertacchi (2161 m) nach Isola (1286 m).
- R83: Über den Passo di Baldiscio (2329 m) nach Passo San Giacomo (1173 m, Grenzübergang in die Schweiz).
- R84: Über Mesocco (793 m) und die Bocchetta di Trescolmen (2172 m) nach Selma (981 m).
- R85: Über den Passo del Mauro (2393 m) zur Capanna Alpe Cava (2068 m).
- R86: Nach Biasca (292 m).
- R87: Über den Passo di Gagnone (2204 m) zur Capanna d’Efra (2046 m).
- R88: Nach Sonogno (916 m).
- R89: Über die Forcella di Redòrta (2159 m) nach Prato-Sornico (745 m).
- R90: Über die Bocchetta di Fiorasca (2289 m) nach Fontana (Val Bovana) (623 m).
- R91: Nach Robiei (1891 m).
- R92: Über die Bocchetta di Val Maggia (2636 m, Grenzübergang nach Italien) nach Riale (1732 m). Dort Abzweig des Blauen Wegs.
- R93: Über den Griespass (2473 m, Grenzübergang in die Schweiz) nach Ulrichen (1346 m).
- R94: Über Bellwald (1557 m) und Fiesch (1085 m) nach Fieschertal (1114 m).
- R95: Über Märjela (2364 m) nach Riederalp (1909 m).
- R96: Über Blatten (1335 m) und Belalp (1879 m) nach Mund (1205 m).
- R97: Nach Gampel (640 m).
- R98: Nach Leukerbad (1409 m).
- R99: Über den Gemmipass (2317 m) nach Schwarenbach (2039 m).
- R100: Über den Chindbettipass (2636 m) nach Adelboden (1347 m). Dort Abzweig des Grünen Wegs.
- R101: Über den Hahnenmoospass (1947 m) nach Lenk (1071 m).
- R102: Über den Trütlisbergpass (2033 m) nach Lauenen (1242 m).
- R103: Über den Chrinepass (1643 m) nach Gsteig (1187 m).
- R104: Über den Pass Sex Rouge (2304 m) nach Godet (1374 m).
- R105: Über den Pas de Cheville (2025 m) nach Anzeindaz (1888 m).
- R106: Über Col des Essets (2015 m), Pont de Nant (1253 m), Les Martinets (2084 m) und Col des Perris Blancs (2544 m) zum Col du Demècre (2357 m).
- R107: Über Portail de Fully (2269 m) und Sex Carro (2083 m) nach Vernayaz (458 m) im Rhonetal.
- R108: Über den Col de Susanfe (2494 m) zur Cabane de Susanfe (2089 m).
- R109: Über den Col de Coux (1913 m, Grenzübergang nach Frankreich) zum Refuge Tornay-Bostan (1757 m).
- R110: Abstieg nach Salvagny (764 m).
- R111: Über den Col d’Anterne (2243 m) zum Refuge de Moëde-Anterne (1993 m).
- R112: Über den Col du Brévent nach La Flégère (1865 m).
- R113: Über Col de Montets (1469 m), Le Buet (1339 m) und Col de Balme (2200 m, Grenzübergang in die Schweiz) nach Trient (1330 m).
- R114: Über Col de la Forclaz (1537 m), Bovine (1986 m) nach Champex (1481 m).
- R115: Über Orsières (892 m) nach Bourg-St-Pierre (1638 m).
- R116: Zum Col du Grand-Saint-Bernard (2467 m, Grenzübergang nach Italien).
- R117: Über Saint-Rhémy-en-Bosses (1615 m), Saint-Léonard (1518 m) und den Col Citrin (2481 m) nach Cérellaz (1249 m).
- R118: Über Avise (777 m) nach Valgrisenche (1648 m).
- R119: Über den Col du Mont (2633 m, Grenzübergang nach Frankreich) zum Refuge de l'Archeboc (2027 m).
- R120: Nach Le Monal (1876 m).
- R121: Nach Le Lac de Tignes (2099 m).
- R122: Über den Col de La Leisse (2726 m) zum Refuge de La Leisse (2488 m).
- R123: Über das Refuge de Plan du Lac (2376 m) nach Termignon-la-Vanoise (1325 m).
- R124: Nach Modane (1131 m).
- R125: Über den Col de la Vallée Etroite (2456 m) nach Granges de la Vallée Etroite (1776 m).
- R126: Über den Col des Thures (2196 m) nach Névache (1603 m).
- R127: Über den Col de Buffère (2428 m) nach Le Monêtier-les-Bains (1474 m).
- R128: Über den Col de l'Eychauda (2429 m) nach Vallouise (1186 m).
- R129: Über den Col des Lauzes (1817 m) nach Freissinières (1188 m).
- R130: Nach Mont-Dauphin (Guillestre) (1052 m).
- R131: Zum Refuge de Furfande (2299 m).
- R132: Über Pont de Bramousse (1194 m) und Col de Bramousse (2249 m) nach Ceillac (1651 m).
- R133: Über den Col Girardin (2674 m) nach Maljasset (1910 m).
- R134: Über den Col de Mary (it. Colle Maurin, 2643 m, Grenzübergang nach Italien) nach Chiappera (1616 m). Dort Kreuzung mit dem Blauen Weg. Die nächsten Etappen gemeinsam mit der Grande Traversata delle Alpi (GTA).

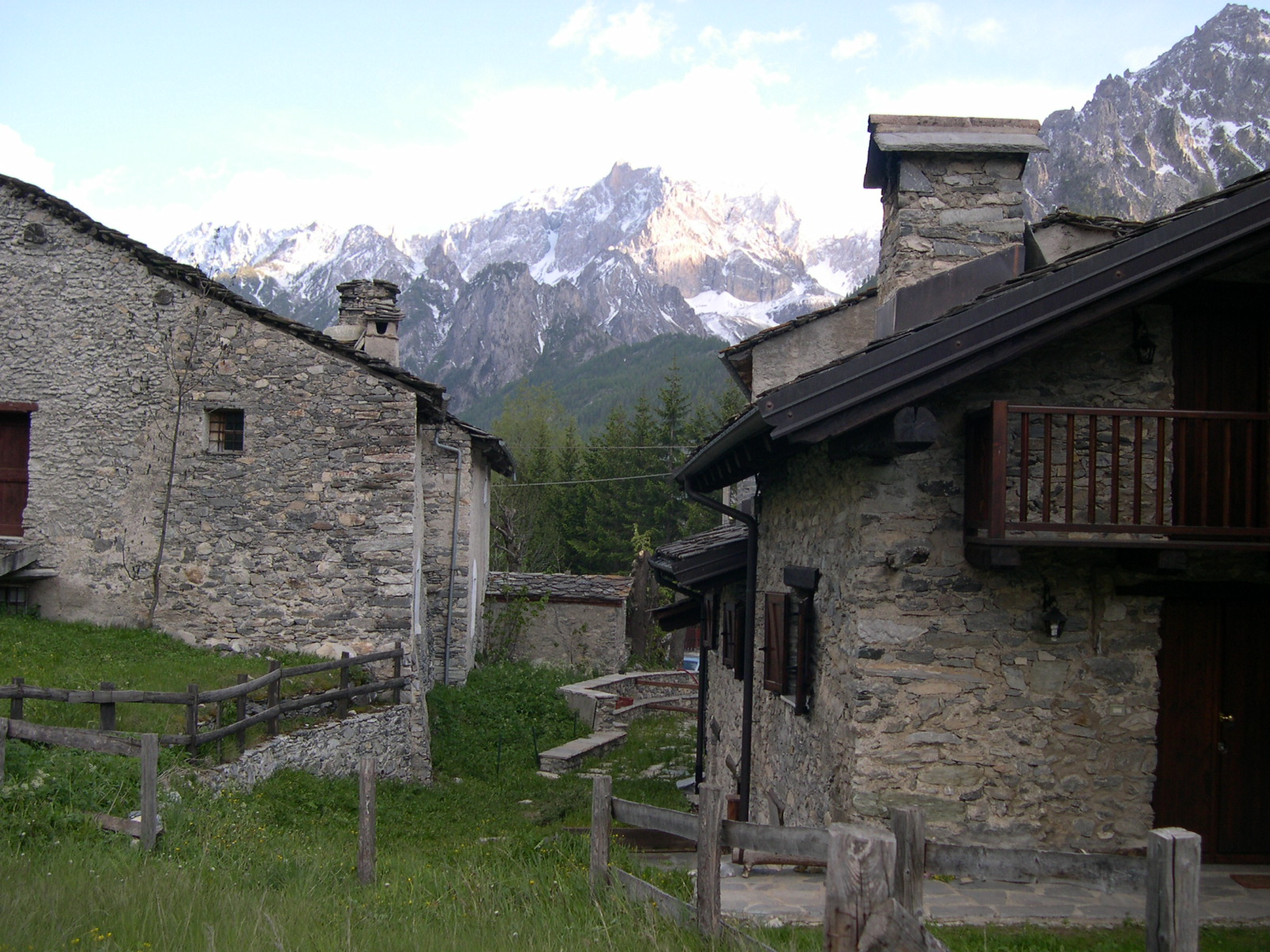
Traditionelle Häuser im Weiler Chiappera, Gemeinde Acceglio, Valle Maira.

- R135: Über den Colle Ciarbonet (2206 m) nach Chialvetta (1494 m).
- R136: Über Passo della Gardetta (2439 m) und Passo Rocca Brancia (2606 m) nach Pontebernardo (1320 m).
- R137: Über Colle di Stau (2545 m), Prati del Vallone (1710 m) und Passo Sottano di Scolettas (2223 m) zum Rifugio Zanotti (2200 m).
- R138: Über Passo di Rostagno (2536 m), Rifugio Migliorero (2094 m) und Passo di Laroussa (2453 m) nach Strepeis (1281 m).
- R139: Über den Passo di Bravaria (2311 m) nach Sant'Anna di Vinadio (2010 m).
- R140: Über den Colle della Lombarda (2350 m) und den Passo d'Orgials (2600 m) zum Rifugio Malinvern (1839 m).
- R141: Über den Colletto di Valscura (2570 m) zum Rifugio Questa (2388 m).
- R142: Über Terme di Valdieri (1368 m) zum Rifugio Morelli Buzzi (2351 m). Dort(?) Trennung von der GTA, die tiefer verläuft und in Talorten Etappe macht.
- R143: Über Colle del Chiapous (2533 m), Lago di Chiotas (1980 m) und Colle di Finestrelle (2463 m) zum Rifugio Ellena-Soria (1796 m).
- R144: Über den Colle Finestra (2477 m, Grenzübergang nach Frankreich) zum Refuge de la Madone de Fenestre (1912 m).
- R145: Über den Pas du Mont Colomb (2506 m) zum Refuge de Nice (2230 m).
- R146: Über den Sattel Baisse du Basto (2682 m) zum Refuge de Valmasque (2238 m).
- R147: Abstieg nach Castérino (1559 m).
- R148: Über das Fort de Giaure (2237 m, Grenzübergang nach Italien) nach Limonetto (1296 m). Ab dort wieder zusammen mit der GTA.
- R149: Über den Colle Piana (2214 m) zum Rifugio Garelli (1970 m).
- R150: Über Passo di Lapassè (2228 m), Lago Biecai (1958 m), Colle del Pas (2350 m) und Carnino (1336 m) zum Rifugio Mongioie (1538 m) oberhalb von Viozene (Gemeinde Ormea); die GTA nimmt einen anderen Pass zu ihrem Endpunkt in Viozene.
- R151: Höhenweg (balconata) nach Ormea (754 m). Möglicher Übergang zur Alta Via dei Monti Liguri.

- R152: Über Carià (1164 m) nach Garessio (588 m).
- R153: Über Colle San Bernardo (952 m), Colle del Prione (1291 m) und San Bartolomeo (1439 m) nach Caprauna (1056 m).
- R154: Über den Colle di Caprauna (1371 m) zum Colle di Nava (933 m).
- R155: Über Colla dei Boschetti (1226 m) und Colla Rinella (1283 m) nach San Bernardo di Mendatica (1265 m).
- R156: Über den Passo del Saccarello (franz. Pas Saccarel, 2145 m) zur Colla Melosa (1548 m).
- R157: Über mehrere Pässe, darunter den Passo di Fonte Dragurina (1821 m) nach Saorge (510 m, Grenzübergang nach Frankreich). Die nächsten zwei Etappen gemeinsam mit dem GR 52A, dem Sentier Panoramique du Mercantour.
- R158: Nach Breil-sur-Roya (288 m).
- R159: Über Col de Brouis (874 m) und Baisse de Levens (1082 m) nach Sospel (348 m). Dort Abzweig des Blauen Wegs, der anfänglich gemeinsam mit dem GR 52A verläuft.
- R160: Über den Col du Farguet (1081 m) nach Peillon (381 m).
- R161: Über den Col de Guerre (559 m) nach Monaco – Place du Palais (58 m).

## Einbezogene Wege
In die Via Alpina wurden unter anderem folgende bereits existierende Fernwege ganz oder teilweise einbezogen:
- Der Europäische Fernwanderweg E5
- Der Maximiliansweg in den Bayerischen Alpen
- Der Friedensweg am Karnischen Kamm
- Der Sentiero Italia in der Lombardei
- Die Grande Traversata delle Alpi (und damit auch der Sentiero Italia) im Piemont
- Die Alta Via Val di Susa im piemontesischen Susatal
- Der GR 5 (in den Alpen auch als Grande Traversée des Alpes bezeichnet) in Frankreich
- Der GR 52A in den französischen Seealpen